# X Весов
X Весов (лат. X Librae) — одиночная переменная звезда в созвездии Весов на расстоянии (вычисленном из значения параллакса) приблизительно 13253 световых лет (около 4063 парсеков) от Солнца. Видимая звёздная величина звезды — от +14,5m до +10m.

## Характеристики
X Весов — красная пульсирующая переменная звезда, мирида (M) спектрального класса M4e или M3. Эффективная температура — около 3500 К.